# Navas de Estena
Navas de Estena ist eine Gemeinde mit 282 Einwohnern (Stand: 2024) in der spanischen Provinz Ciudad Real der Autonomen Region Kastilien-La Mancha. 

## Lage
Navas de Estena befindet sich etwa 90 Kilometer nordwestlich von Ciudad Real in einer Höhe von ca. 660 m am Río Estena. 

## Bevölkerungsentwicklung
| Jahr      | 1970 | 1981 | 1991 | 2001 | 2011 | 2021 |
| Einwohner | 607  | 515  | 456  | 407  | 319  | 288  |

## Sehenswürdigkeiten
- Marienkirche (Iglesia de Nuestra Señora de la Antigua)